# Gruta de Bossea
La gruta de Bossea (italiano, Grotta di Bossea) constituye el sector final de un gran sistema kárstico situado en los Alpes Ligures que se desarrolla en la cadena montañosa Maudagna-Corsaglia, entre la cuenca de Prato Nevoso y el torrente Corsaglia. Está ubicada en el municipio de Frabosa Soprana en la provincia de Cuneo y la entrada a la cavidad se encuentra a una cota de 836 m s. n. m.
Explorada por vez primera en el año 1840, la cueva está dotada de iluminación y preparada para la visita, y presenta un recorrido que se extiende a lo largo de dos kilómetros, con un desnivel de 200 metros.
La cueva de Bossea (primera cueva de Italia en ser abierta al público el 2 de agosto de 1874) está considerada una de las más bellas e importantes cuevas turísticas italianas, por la variedad de concreciones, grandiosidad del ambiente, y la riqueza de agua y lagos subterráneos. Otros aspectos sugerentes que caracterizan la parte turística de la cavidad, creando efectos escenográficos de gran atractivo estético y ambiental, son las imponentes dimensiones, las alturas vertiginosas, las paredes a extraplomo, las estalactitas. En el salón del templo está expuesto el esqueleto completo de un Ursus Speleo que habitó las cuevas de Cuneo hasta hace 15.000 años.